# Buržoazní revoluce
Buržoazní revoluce je termín marxistické teorie dějin lidstva (historického materialismu). Jde o sociální revoluci, která zničí feudální systém nebo jeho pozůstatky, založí vládu buržoazie a vytvoří buržoazní stát. V kolonizovaných nebo podrobených zemích mají mít buržoazní revoluce často podobu války za národní nezávislost. Anglická revoluce (tj. v marxistickém pojetí anglická občanská válka a následující období až do restaurace království), velká francouzská revoluce a americká revoluce jsou marxisty považovány za archetypální buržoazní revoluce v tom smyslu, že se snažily vyčistit zbytky středověkého feudálního systému, aby vydláždily cestu pro vzestup kapitalismu. Termín buržoazní revoluce je obvykle používán v kontrastu k proletářské revoluci, jež ukončí vládu buržoazie a nahradí ji vládou proletariátu, a je také někdy nazýván buržoazně-demokratickou revolucí.
Někteří marxisté považovali buržoazní revoluci za nezbytný předstupeň na cestě k socialismu. Z tohoto pohledu by země, které si uchovaly svou feudální strukturu, jako Rusko v 19. století, měly napřed založit kapitalismus pomocí buržoazní revoluce, než budou schopny provést proletářskou revoluci. V době ruské revoluce roku 1917 uplatňovali tuto teorii menševici a tvrdili, že revoluce vedená buržoazií je nezbytná pro modernizaci společnosti, ustavení základních svobod a překonání feudalismu, což teprve vytvoří podmínky nezbytné pro socialismus.